# 岡村光芳
岡村 光芳（おかむら みつよし、1946年9月25日 - ）とは、元アナウンサー、島根県松江市出身である。

## 概説
- アナウンサー時代、特にスポーツアナウンサーとして、プロ野球・ラグビー・アメリカンフットボール・バレーボール・バスケットボールなど、計22競技、2000本以上の実況中継や各種司会・キャスター等を歴任。
- 上記のうち、野球はプロ・社会人・大学・高校・少年で総計1200本（内、プロは400本）、ラグビーは社会人・大学・高校・及び国際試合で総計400本（1980年代のアメリカのローズボウル・オレンジボウル、ラグビーで本場の英国取材を行い現地の熱狂を生で伝える、1996年と1998年の関東学院大学の英国遠征に同行など、海外取材多数）。
- 局アナとして所属した3局とも開局直前後の入社である。
- 辻豊人とともに1970年代のtvkを代表するアナウンサーである。
- 趣味はブーメラン（日本ブーメラン協会副会長を務めていた）、柔道等　スポーツ。犬好き。
- 家族構成は、妻と男児二人＋1匹 。
- 尊敬する人は、日蓮聖人、石橋湛山 （自身が通っていた当時の立正大学学長）。
- 座右の銘は、平常にして不動。
- 前妻の岡村静子（株式会社グレートディッパー会長）も元広島ホームテレビアナウンサー。

## 経歴
- 1946年9月25日 島根県松江市出身
- 1965年3月 島根県立松江南高等学校卒業
- 1969年3月 立正大学文学部地理学科卒業
- 1969年4月 石川テレビ放送入社
- 1970年10月 広島ホームテレビ移籍
- 1972年7月 テレビ神奈川(tvk)移籍
- 1984年時点 tvk報道制作局アナウンス部次長
- 1985年 tvk採用面接官
- 1992年8月 tvk報道制作局アナウンス部長
- 1995年4月 国士舘大学講師（スポーツジャーナリズム論、スポーツマスコミュニケーション論、スポーツ文化論）
- 横浜アナウンス学院（現在は廃校）の講師を10年
- 1997年6月 tvkを依頼退社し、株式会社国際プランニング[1]代表取締役社長
- 2000年10月 「マカ・インターナショナル株式会社」に社名変更
- 社会福祉法人ちとせ会理事
- 1999年4月 東洋大学講師（ジャーナリズム実践論）
- 2001年7月29日 第19回参議院議員通常選挙に自由党から比例代表で出馬するも落選。その後、公職選挙法の未成年者使用と、現金買収の疑いで逮捕
- 2001年10月24日 上記の件で、懲役10ヶ月、執行猶予5年
- 2013年2月 メールマガジン「あなたもアナウンサーになれる～採用側から見た合格のコツ～」配信

## 過去の担当番組
tvk
- おしゃべりトマト（初代水曜MC、最終回にも出演）
- TVKハイアップナイター（実況）
- 全国高等学校野球選手権神奈川大会（実況）
- tvkラグビー中継（実況）
- その他の各種スポーツ中継
- 知事に聞く（1991年司会）

## 著書
- 「春口ラグビーが魅せる大学の新しい風」（1998年・東京精文館）